# 珠江橋牌

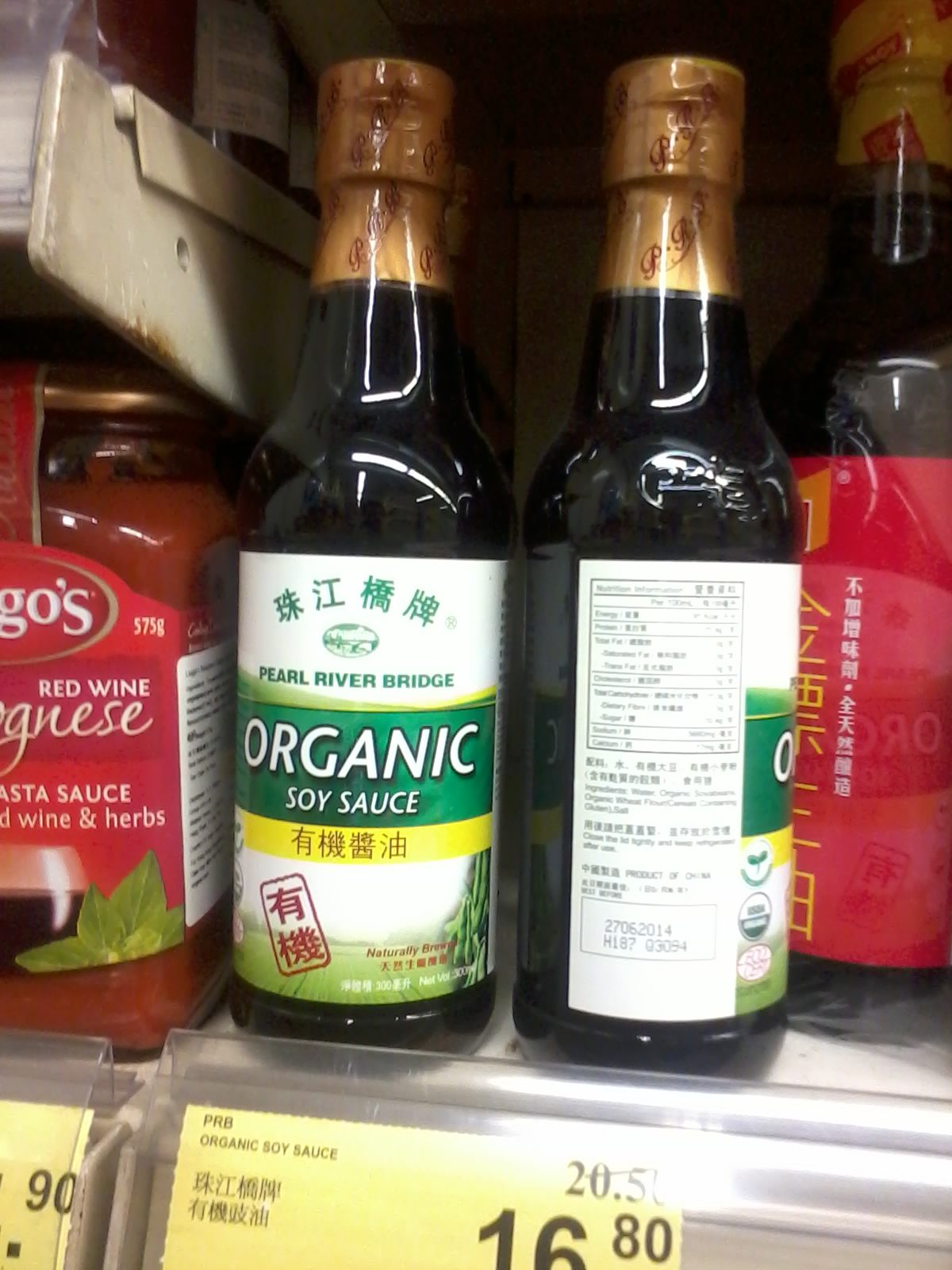
珠江橋牌醬油

珠江橋牌是广东省食品进出口集团公司（現改制成立為廣東珠江橋生物科技股份有限公司）食品品牌。

## 历史
於1957年創製之名稱來自海珠橋；對外（包括港澳）則由中國糧油總出口公司（中糧）統一經營。珠江橋牌主要經營醬油、米、酒、麵條、罐頭等產品，早期也有牛奶、汽水等飲品，是中國最早的醬油出口品牌。

## 外部連結
- 珠江橋牌 （页面存档备份，存于） （英文）